# Frederik Frans IV van Mecklenburg-Schwerin
Frederik Frans IV Michael (Palermo, 9 april 1882 – Flensburg, 17 november 1945), in familiekring Fritzi genoemd, was van 1897 tot 1918 de laatste groothertog van Mecklenburg-Schwerin en in 1918 regent van Mecklenburg-Strelitz.
Hij was de oudste zoon van Frederik Frans III en diens echtgenote Anastasia Michajlovna, kleindochter van tsaar Nicolaas I. Hij was een neef van prins Hendrik, de echtgenoot van koningin Wilhelmina der Nederlanden.
Hij volgde in 1897 zijn vader op als groothertog van Mecklenburg-Schwerin, vanwege zijn minderjarigheid tot 1901 onder regentschap van zijn oom Johan Albrecht. Na de zelfmoord van zijn verwant groothertog Adolf Frederik VI van Mecklenburg-Strelitz in 1918 kreeg hij ook het bestuur van dit land toegewezen. In de Novemberrevolutie van datzelfde jaar moest hij evenals alle andere Duitse vorsten afstand doen van de troon.
Daar zijn stamslot werd onteigend week hij uit naar Ludwigslust. Het ging hem financieel niet voor de wind en pas na veel problemen en jarenlange discussies kreeg hij een schadevergoeding uitgekeerd. Toen Mecklenburg in 1945 deel van de Sovjetbezettingszone werd vluchtte hij naar Glücksburg. Hij stierf op 17 november van dat jaar te Flensburg.
Uit zijn huwelijk in 1904 met Alexandra van Hannover-Cumberland, dochter van kroonprins Ernst August van Hannover en diens vrouw Thyra van Denemarken, werden vijf kinderen geboren:
- Frederik Frans (1910-2001)
- Christiaan Lodewijk (1912-1996), gehuwd met Barbara, dochter van Sigismund van Pruisen,
- Olga (1916-1917)
- Thyra Anastasia Alexandrine (1919-1981)
- Anastasia Alexandrine Cecilie (1922-1979)

## Voorouders
| Voorouders van Frans IV van Mecklenburg-Schwerin | Voorouders van Frans IV van Mecklenburg-Schwerin                                                        | Voorouders van Frans IV van Mecklenburg-Schwerin                                                        | Voorouders van Frans IV van Mecklenburg-Schwerin                                                        | Voorouders van Frans IV van Mecklenburg-Schwerin                                                        | Voorouders van Frans IV van Mecklenburg-Schwerin                                                        | Voorouders van Frans IV van Mecklenburg-Schwerin                                                        | Voorouders van Frans IV van Mecklenburg-Schwerin                                                        | Voorouders van Frans IV van Mecklenburg-Schwerin                                                        |
| ------------------------------------------------ | --- | --- | --- | --- | --- | --- | --- | --- |
| Overgrootouders                                  | Paul Frederik van Mecklenburg (1800-1842) ∞ Alexandrine van Pruisen (1803-1892)                         | Paul Frederik van Mecklenburg (1800-1842) ∞ Alexandrine van Pruisen (1803-1892)                         | Hendrik LXIII van Reuss-Köstritz (1786-1841) ∞ Eleonore zu Stolberg-Wernigerode (1801-1827)             | Hendrik LXIII van Reuss-Köstritz (1786-1841) ∞ Eleonore zu Stolberg-Wernigerode (1801-1827)             | Nicolaas I van Rusland (1796–1855) ∞ 1817 Charlotte van Pruisen (1798-1860)                             | Nicolaas I van Rusland (1796–1855) ∞ 1817 Charlotte van Pruisen (1798-1860)                             | Leopold van Baden (1790–1852) ∞ Sofie van Zweden (1801-1856)                                            | Leopold van Baden (1790–1852) ∞ Sofie van Zweden (1801-1856)                                            |
| Grootouders                                      | Frederik Frans II van Mecklenburg-Schwerin (1823-1883) ∞ Auguste van Reuß-Schleitz-Köstritz (1822-1862) | Frederik Frans II van Mecklenburg-Schwerin (1823-1883) ∞ Auguste van Reuß-Schleitz-Köstritz (1822-1862) | Frederik Frans II van Mecklenburg-Schwerin (1823-1883) ∞ Auguste van Reuß-Schleitz-Köstritz (1822-1862) | Frederik Frans II van Mecklenburg-Schwerin (1823-1883) ∞ Auguste van Reuß-Schleitz-Köstritz (1822-1862) | Michaël Nikolajevitsj van Rusland (1832-1909) ∞ Cecilia van Baden (1839-1891)                           | Michaël Nikolajevitsj van Rusland (1832-1909) ∞ Cecilia van Baden (1839-1891)                           | Michaël Nikolajevitsj van Rusland (1832-1909) ∞ Cecilia van Baden (1839-1891)                           | Michaël Nikolajevitsj van Rusland (1832-1909) ∞ Cecilia van Baden (1839-1891)                           |
| Ouders                                           | Frederik Frans III van Mecklenburg-Schwerin (1851-1897) ∞ Anastasia Michajlovna van Rusland (1860-1922) | Frederik Frans III van Mecklenburg-Schwerin (1851-1897) ∞ Anastasia Michajlovna van Rusland (1860-1922) | Frederik Frans III van Mecklenburg-Schwerin (1851-1897) ∞ Anastasia Michajlovna van Rusland (1860-1922) | Frederik Frans III van Mecklenburg-Schwerin (1851-1897) ∞ Anastasia Michajlovna van Rusland (1860-1922) | Frederik Frans III van Mecklenburg-Schwerin (1851-1897) ∞ Anastasia Michajlovna van Rusland (1860-1922) | Frederik Frans III van Mecklenburg-Schwerin (1851-1897) ∞ Anastasia Michajlovna van Rusland (1860-1922) | Frederik Frans III van Mecklenburg-Schwerin (1851-1897) ∞ Anastasia Michajlovna van Rusland (1860-1922) | Frederik Frans III van Mecklenburg-Schwerin (1851-1897) ∞ Anastasia Michajlovna van Rusland (1860-1922) |
| Frans IV van Mecklenburg-Schwerin (1882-1945)    | | | | | | | | |